# Vicente Amigo
Vicente Amigo Girol (n. 25 martie 1967, Paris, Franța) este un chitarist de flamenco.
De obicei, este considerat unul dintre cei mai buni chitariști, ca succesor al lui Paco de Lucía.
De asemenea, a acompaniat soliști vocali de flamenco ca Pelé, Camarón de la Isla, Vicente Soto, Luis de Córdoba, a colaborat cu formația Salmarina, și a fost producător pentru Remedios Amaya și José Mercé. Albumul său, Ciudad de las Ideas, a câștigat  premiul Latin Grammy pentru cel mai bun album flamenco, în anul 2001, iar în 2002 premiul Ondas pentru cel mai bun album flamenco.
Deși este sevilian după naștere, a fost crescut și trăiește și în prezent în Cordoba, unde a luat primele lecții de chitară de la El Tomate și El Merengue, iar apoi, și perfecționat tehnica alături de Manolo Sanlúcar, cu care a lucrat timp de 10 ani. După o perioadă de colaborări care a început alături de Pelé, din anul 1988 s-a dedicat exclusiv convertelor sale. De Mi Corazón al Aire (1991) este primul său album. Admirator încă din copilărie al lui Paco de Lucía, a luat parte alături de acesta în spectacolul "Leyendas de la guitarra" (Legendele chitarei), spectacol susținut în Sevilia în anticiparea expoziției "Expo 92", expoziție la care au participat Paco de Lucia, Bob Dylan, Keith Richards, Phil Manzanera, Joe Cocker, Jack Bruce și Richard Thompson. La vremea aceea, fusese deja premiat cu unele dintre cele mai prestigioase premii acordate chitariștilor de flamenco.
În 1992, alături de Leo Brouwer, a compus și a înregistrat Concierto Para Um Marinero en Tierra, un tribut adus lui Rafael Alberti, care a fost inclus ulterior ca parte din albumul său Poeta (1997) pentru care a obținut Premios de la Música (Premii muzicale) la categoriile Cel mai bun artist flamenco și cel mai bun compozitor flamenco. Este deschis către experimentarea altor genuri muzicale și a colaborat cu Miguel Bosé, Carmen Linares, Manolo Sanlúcar, Wagner Tiso, Rosario, Nacho Cano, Alejandro Sanz etc; de asemenea, a concertat alături de Paco de Lucía, Stanley Jordan, John Mc Laughlin, Al Di Meola, Milton Nascimento.
În 2006, și-a adus contribuția în piesa lui David Bisbal, "Torre De Babel", piesă inclusă pe cel de-al treilea album al celui din urmă, intitulat "Premonición".

## Discografie
1. De mi Corazón al Aire (1991)
2. Vivencias Imaginadas (1995)
3. Poeta (1997)
4. Ciudad de las Ideas (2000)
5. Un Momento en el Sonido (2005)